# 日出 (话剧)
《日出》，是创作于1936年的一部中國话剧作品，作者曹禺，当时他正在天津的河北女子师范学院任教，剧本最早发表于1936年的《文学月刊》1卷1～4期。
《日出》的題記令人印象深刻：“天之道損有余而補不足，人之道則不然───損不足以奉有余。”這句話已經決定了《日出》與社會現實的密切關係。

## 剧情
全剧四幕，分两个场景，xx旅馆（电影剧本改为亨德大酒店）陈白露房间和下等妓院“宝和下处”翠喜房间。知识青年方达生从外地来到大都市xx旅馆来找过去的朋友陈竹筠，想带她回家乡，被她拒绝。同时方达生發现陈竹筠已经改名叫陈白露，被xx银行（电影剧本改为大业银行）经理潘月亭包养在大饭店里，过着醉生梦死的生活。黑社会大亨金八秘密操纵股市，制造公债上涨虚假行情。潘月亭利用储户存款投机，大量买进公债，金八趁机秘密抛出。银行小头目李石清开除小科员黄省三，后来李石清又被潘月亭开除。金八欲霸占幼女小东西，小东西逃出，陈白露营救失败，小翠被卖到下等妓院。留洋博士张乔治虚情假意追求陈白露。陈白露帮助潘月亭应酬大储户富孀顾八奶奶。顾八奶奶追求面首胡四。公债暴跌，潘月亭破产。陈白露突然失去了供养人，面临逼债（电影剧本改为金八为陈白露偿还了债务，欲继续包养陈白露），在日出前夕吃安眠药自杀，而方达生则在窗户外工人们的歌声的指引下走出了酒店。

## 故事发生地点
| 第一幕 | 第二幕 | 第三幕 | 第四幕 |
| ------ | ------ | ------ | ------ |
| 酒店   | 酒店   | 妓院   | 酒店   |

## 人物介绍

### 陈白露
出身于书香家庭的年轻貌美的“ 交际花”，毕业于爱华高校，在豪华的xx酒店过着看起来“讲究”、“奢侈”的生活，也和银行经理潘月亭保持着暧昧的关系。曾经和一位诗人结过婚，但最终分道扬镳，以离婚的结局收场。没有稳定的收入，全部依靠旁人给予钱财，或者包养 来维持自己的生计。 她明事理，明白自己现在的尴尬的处境然而她盼望着意外之财能使她独立生活，她沉醉于物欲，贪图享受，从而陷在了这个豪华大酒店中不肯逃离，而最终吞药片自杀。

### 方达生
陈白露过去的好友，曾经的恋人，一位心地善良的书生。他因结婚事宜而来到这一所酒店，而看到了社会中无数的悲惨的景象。他与酒店中的一切都不一样， 他是唯一一个在剧中走向了光明的人

### 潘月亭
一位年过五十的银行经理。也是陈白露的包养者。为了拯救银行将要破产的危机，不择手段。最终在金八控制的黑暗社会中被黑暗反噬，最终破产。

### 张乔治
一个满口说着英文与法语的“留学生”，是别人口中的外国：“硕士”，“博士”，也在国内当过科长。，有着强烈的优越感，时常认为自己高人一等，并且崇洋媚外而被陈白露称为“自信的男人”。为人轻浮，油嘴滑舌，然而真正需要他的时候却躲得远远的。

## 思想感情
从陈白露这一位女性来说，曹禺戏剧《日出》通过陈白露这样一个悲剧式人物展现了当时半殖民地半封建社会中人民的生活现状。而如果从社会上来说，《日出》体现了社会在金钱统治下对“人”的扼杀和毁灭，深刻反映了在金钱统治下黑暗社会的毒化、厮杀等现象，展现了当时社会存在“损不足以奉有余”的现象，表现出穷人与富人之间巨大的差距，控诉时代的黑暗与社会的不公，描绘出一个崇尚金钱，以钱为核心的社会，深刻揭示了社会贫富差距的矛盾。富人在黑夜里尽情地挥霍潇洒，在日出开始的时候又沉睡在梦里的黑夜。而穷人则在“黑暗”之中饱受痛苦与折磨，他们内心渴望真正“日出”的来临。而在故事发生的二十世纪三十年代，是中国半封建半殖民地社会资本主义畸形发展的阶段，种种错综复杂的社会关系都空前地卷入赤裸裸的利害关系和冷酷无情的‘现金交易’之中。在金钱至上的社会关系中，底层人民卑如蝼蚁、微如草芥，随意被蹂躏和伤害，而害死这些小人物的“凶手”却在金钱交易的关系中活得自由而潇洒，剧中人物金八，在金融链的顶端，躲在幕后操控着一切，任何人都无法逃脱金钱编织的大网。在“损不足以奉有余”的社会中，小东西、翠喜、黄省三这些社会的“不足者”，在虎狼之口谋求生计 ；而金八、潘月亭、胡四、顾八奶奶这些社会的“有余者”，夜夜笙歌，沉迷于糜烂的上层社会，他们奢侈、堕落的生活与下层人民痛苦、黑暗的生活形成了鲜明的对比。在精神追求缺失的畸形社会中，像陈白露这样接受过五四新思潮的影响，受五四知识洗礼的女性，既怀揣着希望，但又贪图享享乐 ；既不满自己所处的处境，又难以改变所面临的困境，在内心的矛盾挣扎中，她选择了毁灭来结束这一切。“她成了金钱的奴隶，成了资产阶级的葬礼，成了半殖民地半封建社会毁灭的象征”。

## 主要演出版本
1937年2月3～5日，复旦大学戏剧工作社在上海卡尔登大戏院（Carlton Theatre，今长江剧场）首演；欧阳予倩执导，凤子饰陈白露，丁伯骝饰方达生，公孙旻饰黄省三。
1956年，北京人民艺术剧院在首都剧场，欧阳山尊执导，杨薇、狄辛饰陈白露，周正、覃赞耀饰方达生，方琯德饰潘月亭，于是之饰李石清，董行佶饰胡四，吴淑昆、金雅琴饰顾八奶奶，叶子饰翠喜，童超饰王福升，张福骈、苏民饰张乔治，沈默、赵恕饰黄省三。
1981年，北京人民艺术剧院在首都剧场，刁光覃执导，严敏求饰陈白露，杨立新饰方达生，李廷栋饰潘月亭，修宗迪饰李石清，张兴亚饰胡四，刘静荣饰顾八奶奶，刘骏饰翠喜，韩善续饰王福升，么文平饰张乔治，郭家庆饰黄省三。
2008年，总政话剧团，王延松执导，陈数饰陈白露，靳东饰方达生，郭达饰潘月亭，翟万臣饰李石清，郭笑饰胡四，谢联饰顾八奶奶，徐晓青饰翠喜，赵旭饰王福升，刘大为饰张乔治，茅菁饰黄省三。
2010年，北京人民艺术剧院在首都剧场（曹禺诞辰100周年纪念演出版），任鸣执导，陈好饰陈白露，谷智鑫饰方达生，王刚饰潘月亭，刘辉饰李石清，杨佳音饰胡四，梁丹妮饰顾八奶奶、翠喜，丛林饰王福升，张永强饰张乔治，王长立饰黄省三，李珀饰黑三。

## 影视作品
- 《日出》电影，1956年，香港长城电影制片公司，胡小峰、苏诚寿改编，夏梦、樂蒂、傅奇主演。
- 日出 (1985年电影)，1985年，上海电影制片厂，曹禺、万方改编，方舒、王夫棠、严翔、王诗槐、王馥荔主演。
- 日出 (2002年电视剧)，2002年，电视剧连续剧，万方、程式鉴改编，徐帆、许还山主演。